# Cinnamomum montanum
Cinnamomum montanum är en lagerväxtart som först beskrevs av Olof Swartz, och fick sitt nu gällande namn av Bercht. & J. S. Presl. Cinnamomum montanum ingår i släktet Cinnamomum och familjen lagerväxter. Inga underarter finns listade i Catalogue of Life.